# 護憲元老院

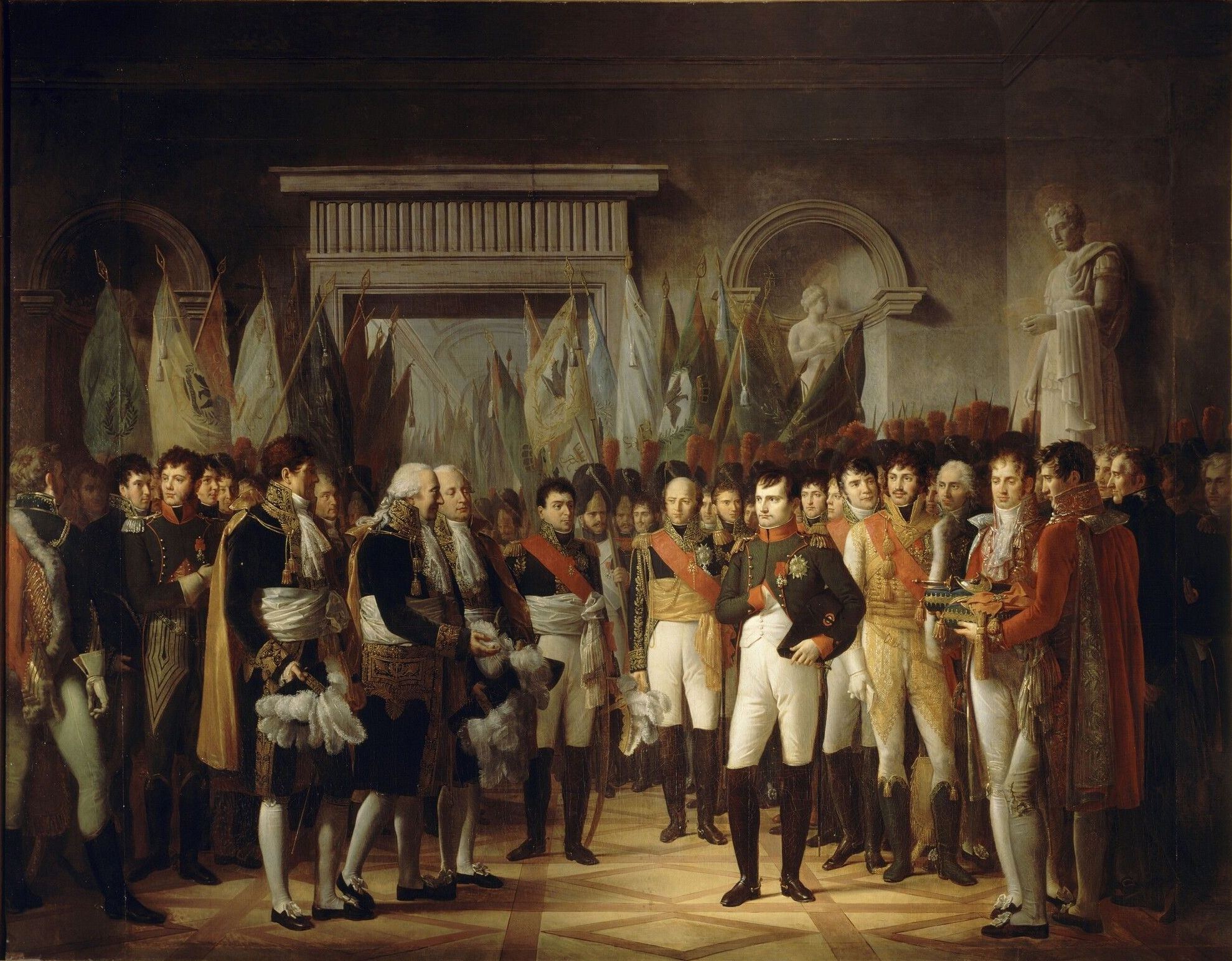
1806年11月19日、ベルリン王宮で護憲元老院代表団に応接するナポレオン（1808年、ルネ・テオドール・ベルトン画）

護憲元老院（ごけんげんろういん、フランス語: Sénat conservateur）は、共和暦8年憲法によって統領政府期のフランスに創設され、護民院（Tribunat）・立法院（Corps législatif）とともに統領政府の三院制議会を構成した合議体である。第一帝政の政体を定める共和暦10年憲法・共和暦12年憲法はいずれも護憲元老院を権威付けするものに他ならなかった。

## 歴史

### 憲法の護持
護憲元老院は、新体制の指導者である第一統領ナポレオンの直接的影響下に作り上げられた共和暦8年霜月22日憲法（1799年12月13日）によって創設された。ナポレオンはこの護憲元老院に違憲審査権を付与して新体制の要諦とした。

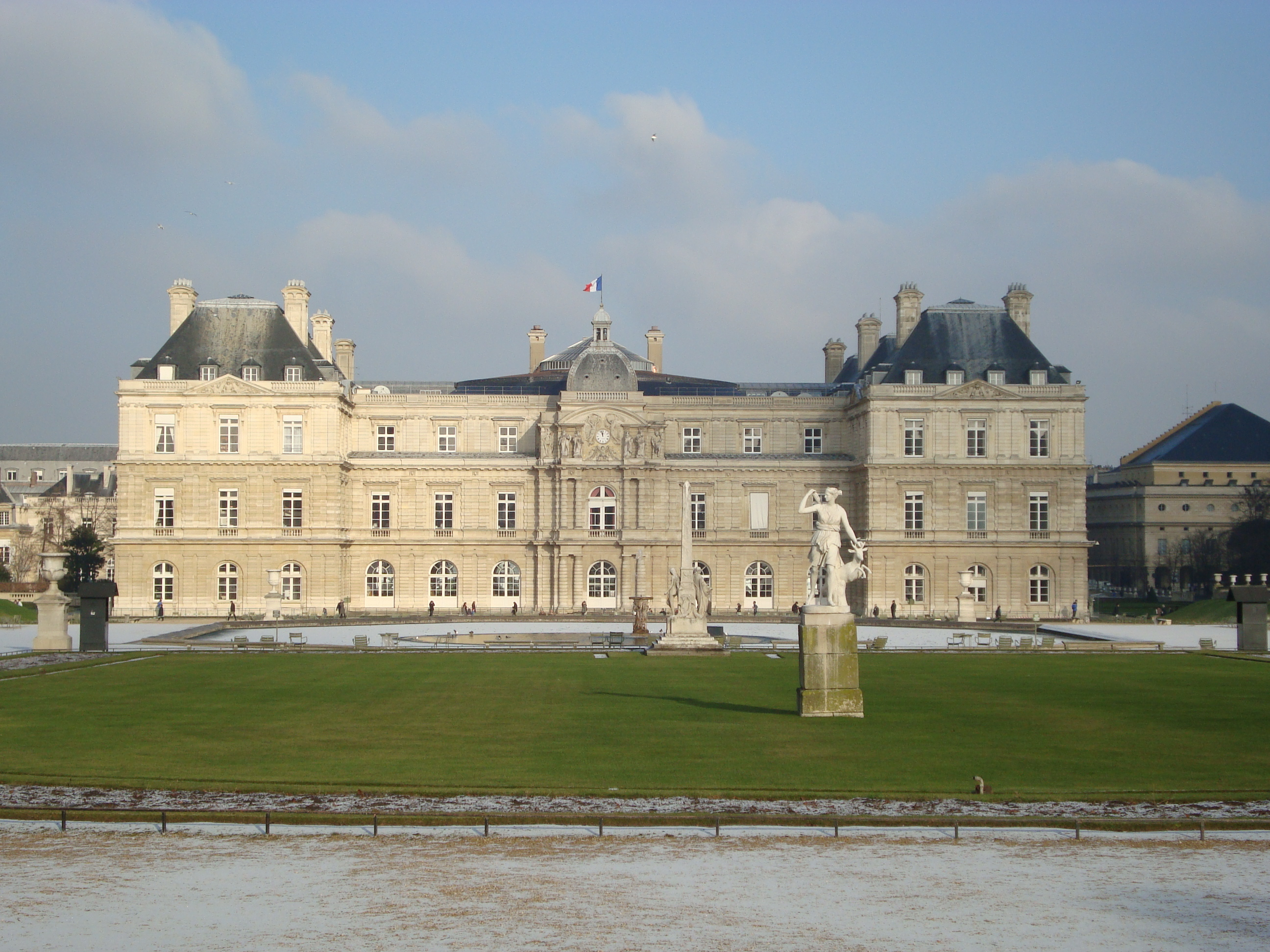
護憲元老院が置かれたリュクサンブール宮殿

創設時の元老院は40歳以上の罷免されない（inamovible）議員60名から構成され、毎年2名の追加議員を10年間加え、通算して追加議員20名が加わった。この議会は民選議会ではなかった。憲法上シエイエスおよびロジェ・デュコは、統領の退任者として職権上創設時元老院議員となることができた。また憲法上両名は、憲法によって直接新規任命された第二統領カンバセレスおよび第三統領ルブランと協議の上、過半数に至る29名の創設時議員を選ぶことができた。この31名の創設時議員が残りの29名の創設時議員を選んだ。このように元老院議員は元老院が自ら選ぶものとされており、元老院議員が死亡して空席を生じたときは、第一統領、護民院および立法院の提示した候補者計3名の中から元老院が補充議員を選んだ。
ナポレオン時代の元老院は、シャルグランの改築によってリュクサンブール宮殿中央部に増設された半円形の議場に置かれ、憲法上会議は非公開とされた。創設時の護憲元老院は、革命諸議会の元議員（フランソワ・ド・ヌフシャトー、ガラ、ランジュイネ）から、科学者（モンジュ、ラグランジュ、ラセペード、ベルトレー）、哲学者（カバニス）、探検家のブーガンヴィル、画家のヴィアン、学士院会員までもが議席を占めた。

### 元老院決議の時代

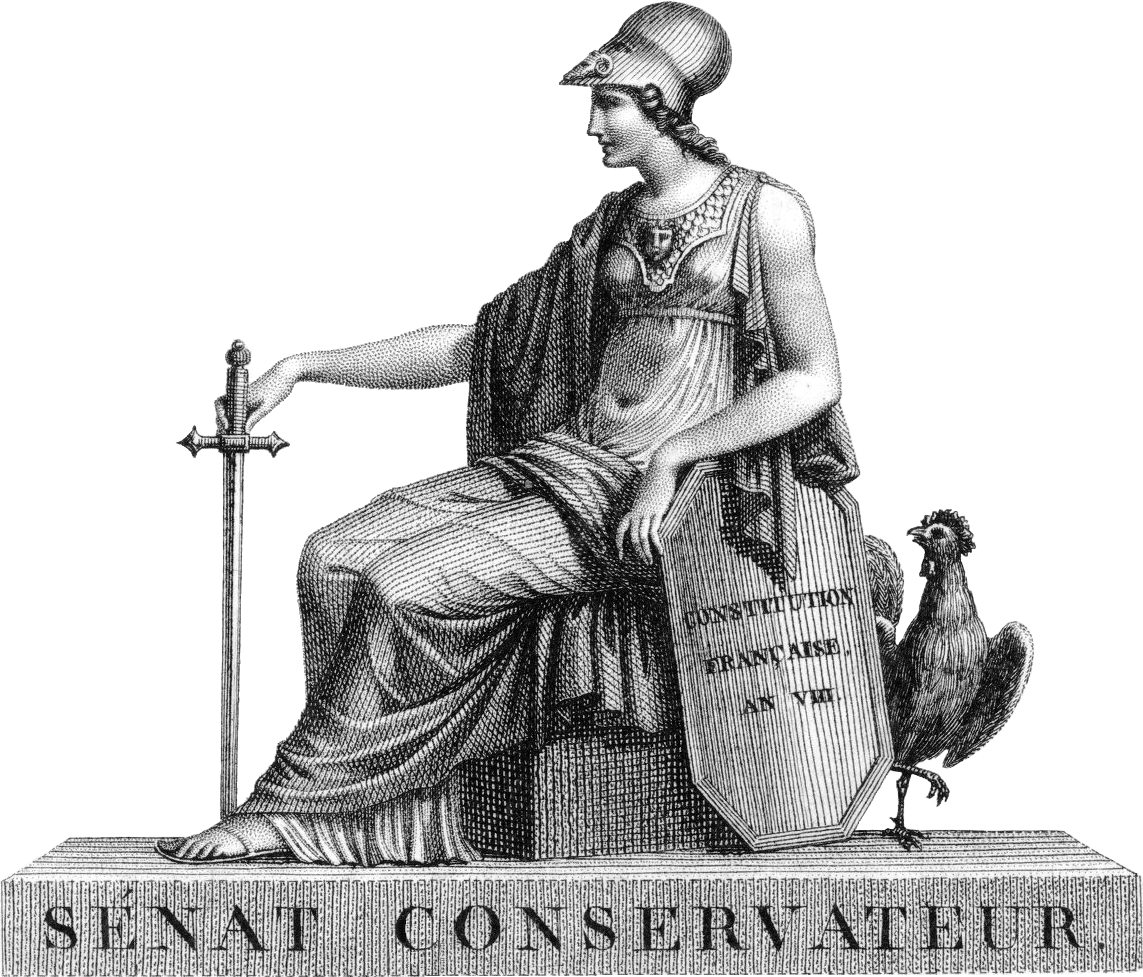
護憲元老院の公簿の表題飾り

共和暦10年（1802年）の憲法修正によって元老院議員の地位が強化された。これにより元老院は、憲法上規定がないがその執行上必要な事項について、法的拘束力をもつ元老院決議によって規定することができるようになった。例えば、1802年の亡命貴族の恩赦のような手続が行われた。
元老院議員の数は120名までとされた。第一統領ナポレオンは元老院を召集・主宰し、選挙会によって選ばれた市民の名簿に基づき補充議員候補者3名を提示する権限をもち、主体的に元老院議員を任命することもできるようになるなど、元老院の活動と構成を直接統制できるようになった。

#### 元老院決議の例

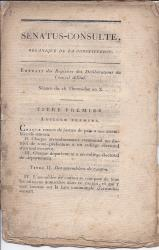
共和暦10年憲法の標題紙

- 共和暦10年風月22日の元老院決議（1802年3月13日）：共和暦10年およびその後の3年で護民院議員および立法院議員の5分の4を順次改選する方法に関する件
- 共和暦10年花月6日の元老院決議（1802年4月26日）：亡命貴族（英語版）に関する件
- 共和暦10年熱月14日の元老院決議（1802年8月2日）：ナポレオンを終身第一統領とする件
- 共和暦10年熱月16日の組織的元老院決議（1802年8月4日）：憲法に関する件
- 共和暦10年実月8日の組織的元老院決議（1802年8月26日）：エルバ島をフランス共和国に併合する件
- 共和暦10年実月8日の元老院決議（1802年8月26日）：立法院議員の部会配属および護民院議員の削減方法に関する件
- 共和暦10年実月8日の元老院決議（1802年8月26日）：元老院決議の名の下に護民院ないし立法院の統廃合を宣告する件
- 共和暦10年実月10日の元老院決議（1802年8月28日）：全市民の名の下に宣誓を行った市長を置く町に対し第一統領の後に続くよう指示する件
- 共和暦10年実月24日の組織的元老院決議（1802年9月11日）：ポー (Pô) 、ドワール (Doire) 、マレンゴ (Marengo) 、セージア (Sézia) 、ステュラ (Stura) およびタナロ (Tanaro) 各県をフランス共和国に併合する件
- 共和暦11年葡萄月26日の元老院決議（1802年10月18日）：共和暦12年および13年の2年間複数の県における陪審の職務を停止する件
- 共和暦11年葡萄月26日の組織的元老院決議（1802年10月18日）：有用な発明の輸入または重要な施設の設立により共和国に貢献した外国人に対するフランス市民権の付与に関する件
- 共和暦12年風月8日の元老院決議（1802年2月28日）：共和暦12年および13年における反逆罪に係る裁判のための陪審の職務を停止する件
- 1805年3月27日の元老院決議：カミッロ・ボルゲーゼ公に対するフランス市民権の付与に関する件
- 1805年9月9日の元老院決議：グレゴリオ暦への改暦に関する件
- 1805年10月28日の組織的元老院決議：ジェーヌ郡 (fr:Arrondissement de Gênes) 等のフランス帝国への併合ならびにジェーヌ (Gênes) 、モントノット (Montenotte) およびアペナン (Apennins) 各県から立法院へ送る代議士に関する件

### 優良者の優遇
1803年1月、ナポレオンは元老院議員知行地 (Sénatorerie) 制度を創設し、元老院議員の迎合と従属を確固たるものにしようとした。1804年6月以降、36名の元老院議員がこの知行地禄を付与されて地方の特命行政総監（super-préfets）となるものとされた。これらの元老院議員は生涯城館ないし旧司教館を公邸として支給され、年額20,000ないし25,000フランを支給されて通常の元老院議員の倍の年収を得られるようになった。例えば、ベルトレーはモンペリエの元老院議員知行地を付与され、ナルボンヌの司教館と年額22,690フランを支給された。

### 皇帝の興亡

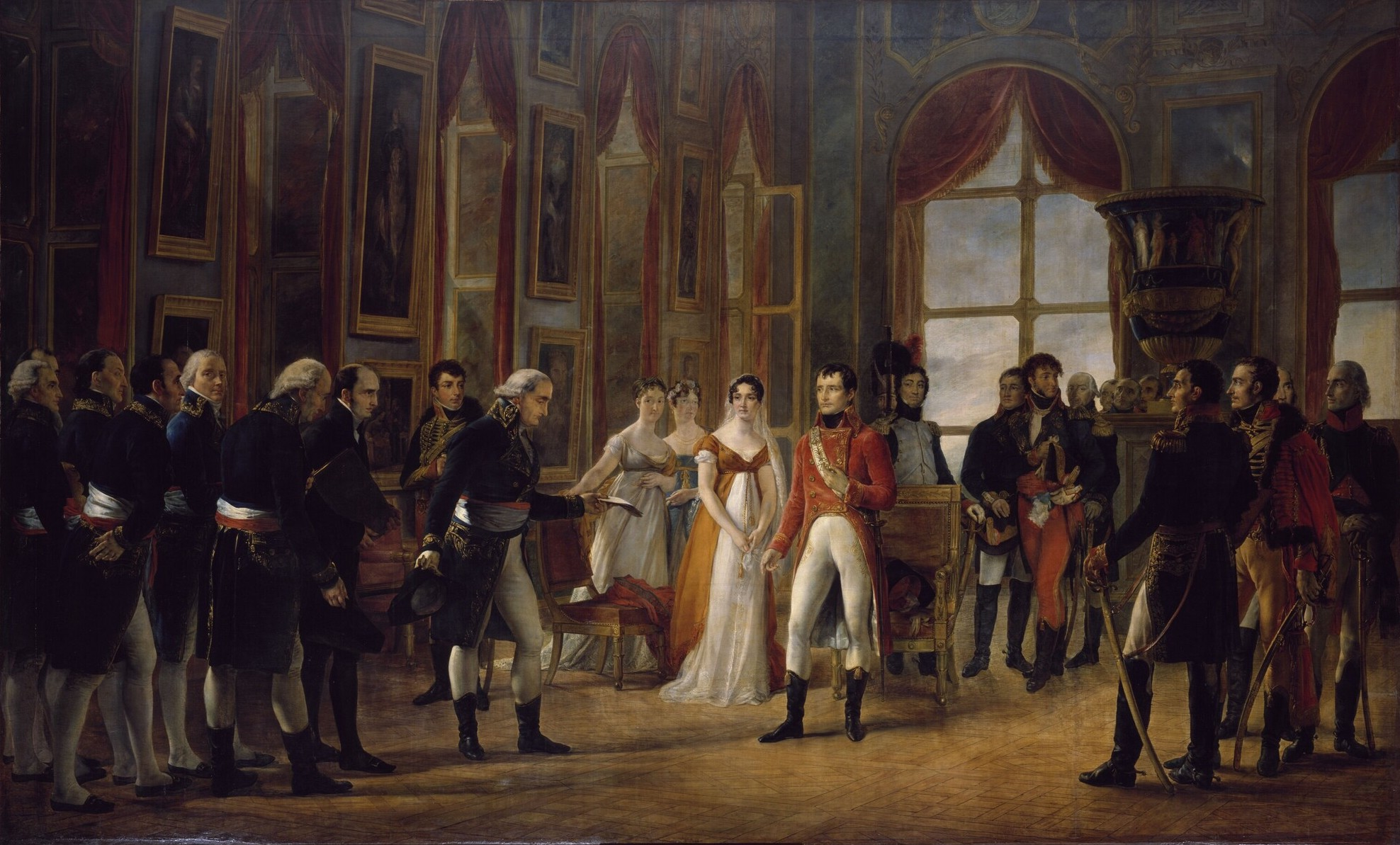
1804年5月18日、サン＝クルーでフランス皇帝推挙の元老院決議に応じるナポレオン（1837年、ジョルジュ・ルージェ画）

共和暦12年憲法（1804年）は第一帝政の成立を宣言し、今や皇帝となったナポレオンに対する元老院の従属を一層強化するものであった。ナポレオンが次々と報賞を与えたのに応じて、元老院議員らも忠誠を示した。1806年1月1日、皇帝は元老院議員らを帝国の賢人（sages de l’Empire）と呼んで表敬し、敵旗54旒を授与した。元老院議員兼帝国元帥（sénateur maréchal d’Empire）のペリニョンは皇帝の栄光を称える凱旋門の建造を熱弁し、同僚の元老院議員のラセペードらはこれを熱援した。
ナポレオンはフランス帝国の皇族、顕官 (fr:Grands dignitaires de l'Empire français) 、その他特に勅選した者を数限りなく元老院に列することができるようになった。兄ジョゼフのほか、カンバセレス、シャプタル、フーシェ、フォンターヌ、トロンシェ、将軍ではコランクールやデュロックに議席が与えられた。ナポレオンの意は満たされたが、元老院議員らは1814年4月2日に皇帝退位法を採択してナポレオンの退位を宣言し、ルイ18世を国王に擁立することとなった。

## 護憲元老院議長一覧

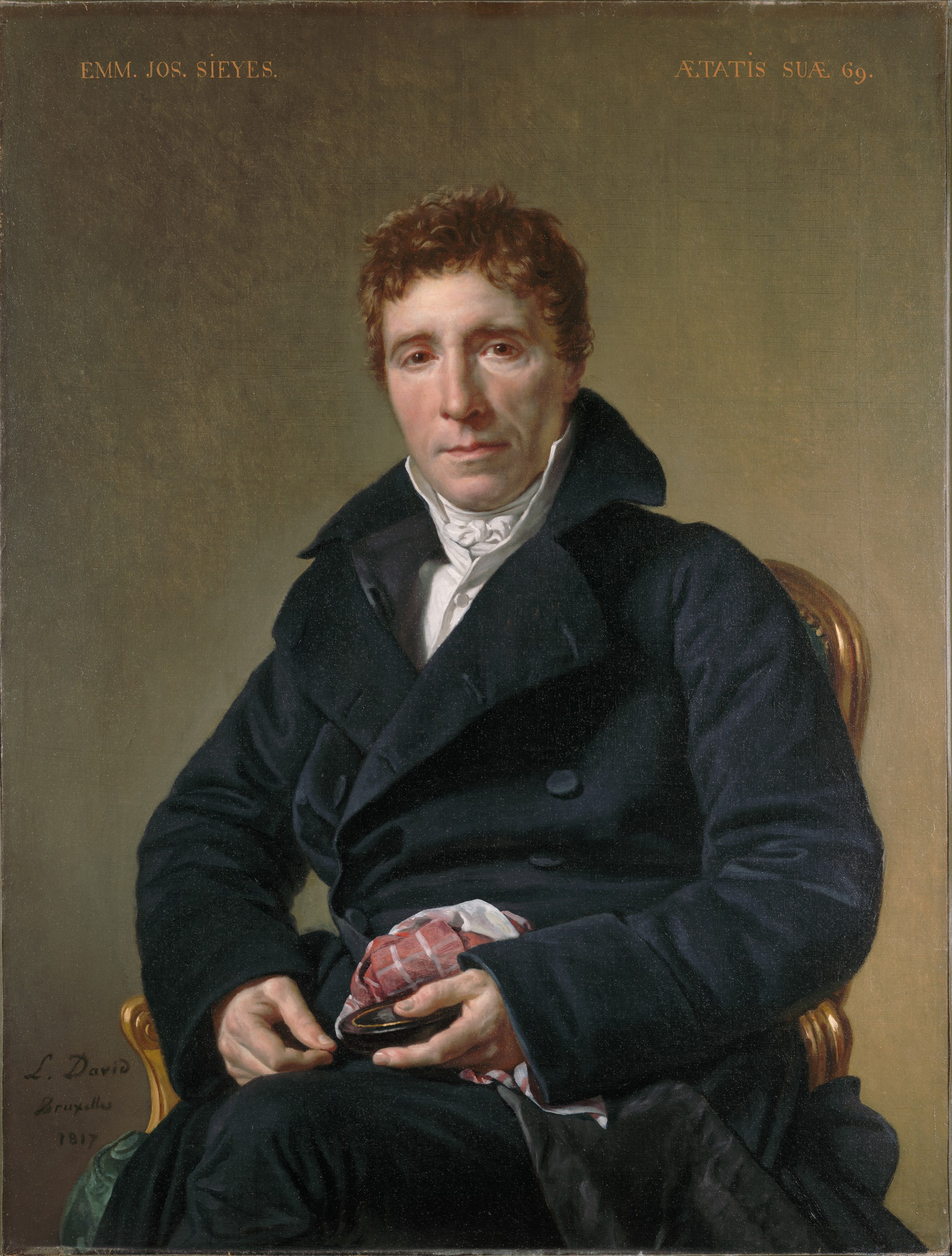
1799年から1801年までの護憲元老院議長アベ・シエイエス

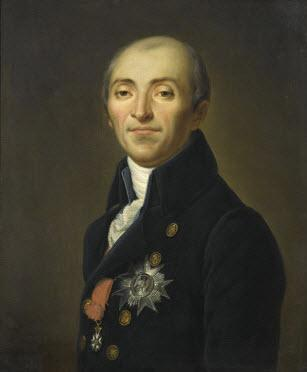
1811年から1813年までの護憲元老院議長ベルナール・ジェルマン・ド・ラセペード

### 統領政府
共和暦8年雪月4日（1799年12月25日）の初会合時は、創設時議員中最年長者のダイイが議長を務めた。その後、議長は順次互選された。
- 1799年12月27日 – 1800年2月13日：エマニュエル＝ジョゼフ・シエイエス
- 1800年2月13日 – 1801年2月27日：フランソワ・バルテルミー
- 1801年2月27日 – 1801年8月2日：フランソワ・ドニ・トロンシェ（英語版）
- 1801年8月2日 – 1802年1月18日：フランソワ・クリストフ・ケレルマン
- 1802年1月18日 – 1802年8月4日：ルイ＝ニコラ・ルメルシエ（フランス語版）

共和暦10年熱月16日憲法39条により、統領は元老院議員となり、議長を務めるものとされた。
- ジャン＝ジャック・レジ・ド・カンバセレス
- シャルル＝フランソワ・ルブラン

### 第一帝政
元老院議長は元老院議員の中から勅任された。任期は1年だが、皇帝は時宜に応じて自ら議長を務め、または帝国顕官 (fr:Grands dignitaires de l'Empire français) の称号を保持する者に命じて議長を務めさせることができた。
- 1804年5月19日 – 1806年5月19日：ニコラ＝ルイ・フランソワ・ド・ヌフシャトー（英語版）
- 1806年5月19日 – 1807年7月1日：ガスパール・モンジュ
- 1807年7月1日 – 1808年7月1日：ベルナール・ジェルマン・ド・ラセペード
- 1808年7月1日 – 1809年7月1日：サン＝ヴァリエ伯爵（フランス語版）
- 1809年7月1日 – 1811年7月1日：ジェルマン・ガルニエ（フランス語版）
- 1811年7月1日 – 1813年7月1日：ベルナール・ジェルマン・ド・ラセペード
- 1813年7月1日 – 1814年4月14日：フランソワ・バルテルミー